# 李聖
李 聖（り せい、? - 23年）は、中国の前漢時代末期から新代の武将。元の名は李棽。王莽配下の武将。

## 事跡
| 姓名         | 李聖                                                                                      |
| 時代         | 新代                                                                                      |
| 生没年       | 生年不詳 - 23年（更始1年）                                                                |
| 字・別号     | 李棽（旧名）                                                                              |
| 出身地       | 〔不詳〕                                                                                  |
| 職官         | 中郎将〔前漢〕→厭難将軍〔前漢〕 →相威将軍〔新〕 →侍中掌牧大夫〔新〕 →大将軍兼揚州牧〔新〕 |
| 爵位         | -                                                                                         |
| 陣営・所属等 | 孺子嬰→王莽                                                                               |
| 家族・一族   | 〔不詳〕                                                                                  |

居摂3年（8年）、中郎将李棽は厭難将軍に任命され、三輔で反乱を起こした趙明らの討伐に加わった。新建国後の始建国2年（10年）、立国将軍孫建が12将軍を率いて匈奴を討伐した際には、李棽も相威将軍として12将軍の1人となり、鎮遠将軍李翁とともに西河郡から出撃した。
地皇2年（22年）秋ごろ、卜者王況の讖書（預言書）に「荊楚当興、李姓成為補佐」とあったため、王莽はこれを抑え込もうと、侍中掌牧大夫の李棽を大将軍兼揚州牧に任命し、さらに李聖という名を与え、揚州方面の鎮撫を委ねている。
更始1年（23年）6月に大司空王邑、大司徒王尋率いる新の主力部隊が昆陽（潁川郡）で壊滅した後も、李聖は淮陽城（淮陽郡）を固守していた。しかし同年秋、更始帝（劉玄）の大司馬朱鮪、帰徳侯岑彭率いる軍勢の攻撃を受け、淮陽城は陥落し、李聖も殺害された。なお、『漢書』王莽伝によれば、山東で戦死したとされている。